# 23331 Halimzeidan
23331 Halimzeidan este un asteroid din centura principală de asteroizi.

## Descriere
23331 Halimzeidan este un asteroid din centura principală de asteroizi. A fost descoperit pe 19 ianuarie 2001 la Socorro, New Mexico, în cadrul proiectului LINEAR. Asteroidul prezintă o orbită caracterizată de o semiaxă mare de 2,37 ua, o excentricitate de 0,13 și o înclinație de 7,1° în raport cu ecliptica.